# Al-Weehdat Club (Amman)
Maillots
Le Al Weehdat Sport Club (en arabe : نادي الوحدات الرياضي), plus couramment abrégé en Al Weehdat, est un club jordanien de football fondé en 1956 et basé à Amman, la capitale du pays.

## Palmarès
| Compétitions nationales |
| --- |
| - Championnat de Jordanie (17) : - Champion : 1980, 1987, 1991, 1994, 1995, 1996, 1997, 2004-05, 2006-07, 2007-08, 2008-09, 2010-11, 2013-14, 2014-15, 2015-16, 2017-18, 2020-21 - Vice-Champion : 1999, 2000, 2001, 2002-03, 2003-04, 2009-10, 2012-13, 2021, 2022, 2024-25. - Coupe de Jordanie (13) : - Vainqueur : 1982, 1985, 1989, 1996, 1997, 2000, 2009, 2010, 2011, 2014, 2022, 2024, 2025. - Finaliste : 1992, 1998 et 1999. - Coupe JFA de Jordanie (10) : - Vainqueur : 1982, 1983, 1988, 1995, 2002, 2004, 2008 , 2010,2017, 2020 - Finaliste : 2006. - Supercoupe de Jordanie (15) : - Vainqueur : 1989, 1992, 1997, 1998, 2000, 2001, 2005, 2008, 2009, 2010, 2011, 2014, 2018, 2021 et 2023. - Finaliste : 1981, 1983, 1986, 1993, 1995, 1996, 2007, 2015, 2016 et 2024. |

## Joueurs emblématiques
- Amer Deeb
- Amer Shafi
- Baha' Faisal
- Hassan Abdel-Fattah
- Hisham Abdul-Munam
- Abdullah Abu Zema
- Mohammad Jamal
- Jamal Mahmoud
- Mohammad Al-Dmeiri
- Faisal Ibrahim
- Abdelatif Bahdari

## Sponsors
- de 2000 à 2007: Adidas
- depuis 2007: Uhlsport